# Estación de Nápoles Mergellina
La Estación de Nápoles Mergellina  (en italiano: Stazione di Napoli Mergellina) es una estación ferroviaria de la ciudad de Nápoles, Italia. Se ubica en Mergellina, barrio de Chiaia, a unos 300 metros de la homónima marina de donde zarpan las hidroalas hacia el Archipiélago Napolitano.

## Historia
Inicialmente se llamó "Estación de Chiaia" y entró en servicio el 20 de septiembre de 1925, cuando se estrenó el tramo ferroviario desde Pozzuoli Solfatara a Nápoles (la denominada "metropolitana"). En 1927, asumió el nombre actual.
A partir del 5 de abril de 2009, a fin de reducir el tiempo de trayecto de los trenes de largo recorrido y para regular el servicio de metro, la conexión directa con la Estación de Roma Termini fue suprimida. Tras las obras de construcción de la Línea 6 del metro y de renovación de las vías, estas últimas pasaron de seis a dos.

## Descripción

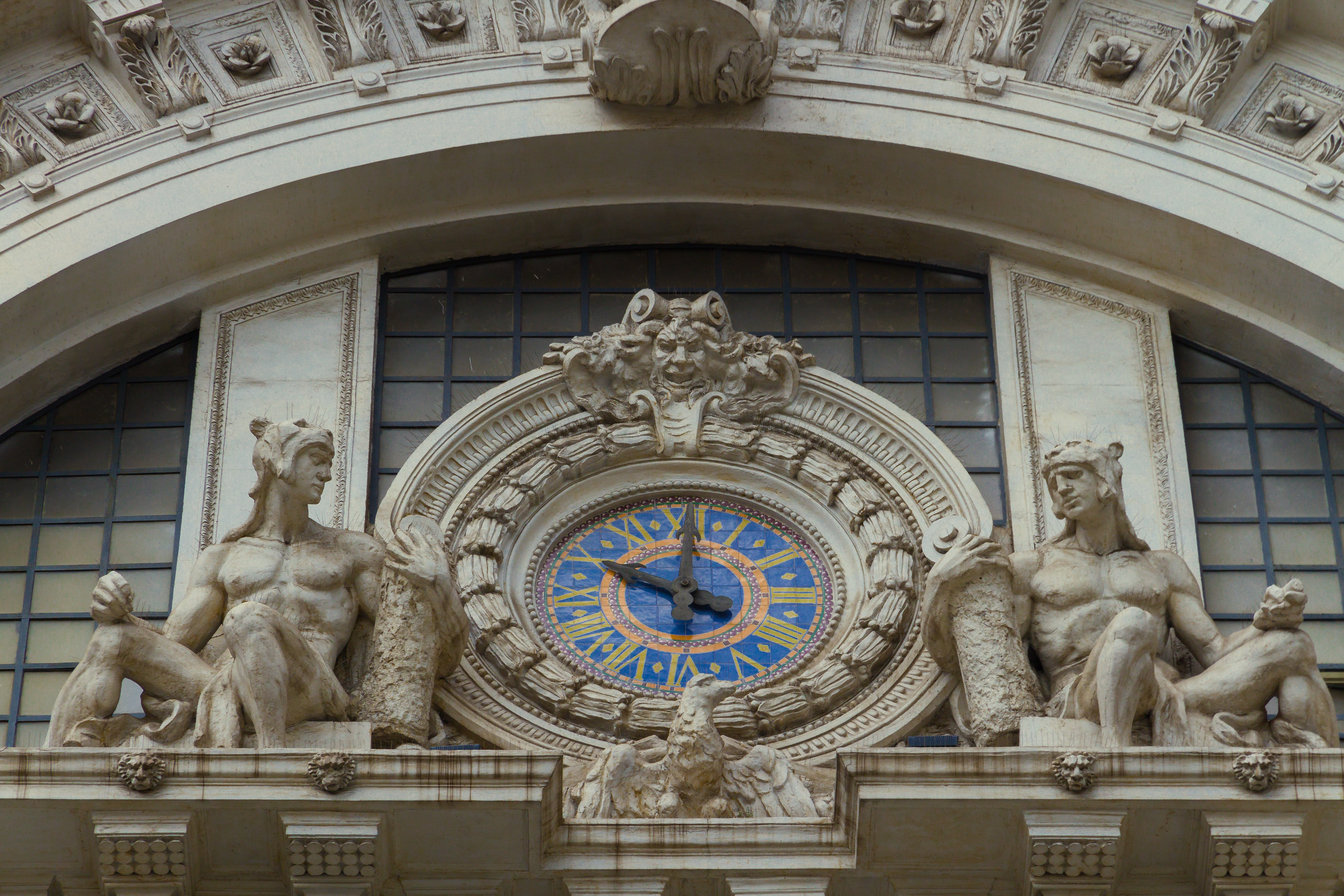
El reloj.

El edificio de la estación fue erigido en 1927, siendo diseñado por Gaetano Costa, y fue inaugurado el 28 de octubre del mismo año.
La parte exterior se caracteriza por la presencia de decoraciones de estuco, pilares salientes y columnas. La planta baja está decorada con un almohadillado rústico. Dos arcos laterales, ricamente decorados, corresponden a las entradas, mientras que un arco central alberga un reloj sostenido por estatuas de estuco; también notable es la marquesina en voladizo de hierro fundido.
El interior consta de la sala de llegadas y la de salidas, ambas cubiertas por bóvedas de cañón que contienen casetones con decoraciones modernistas y ladrillos de vidrio; entre ellas hay un espacio utilizado como parada de descanso, que conecta las dos grandes salas. El piso es de mármol. A los lados de las salas se encuentran las taquillas con tabiques de madera de estilo clásico.

## Servicios ferroviarios
La estación cuenta con los trenes de la Línea 2 (servicio metropolitano de Trenitalia).